# やっぱそれ、よくないと思う。
『やっぱそれ、よくないと思う。』（やっぱそれ、よくないとおもう）は、2023年1月6日の23時15分 - 翌0時15分にテレビ朝日系で放送された単発ドラマ。主演は吉川愛。

## あらすじ
3人組ストリーマー「ポン・ポコ・ピー」の上新井田みどり・園木佳奈・池照海は動画配信の再生回数が少なく、資金が底をつきそうになり、みどりはこのままでは実家の酪農を継がなくてはならなくなる。
そこで3人は「交際経験ゼロの男にかわいい女の子をアプローチさせ、それをドキュメンタリー風に配信する」企画に手を出し、カフェで働く冴えない青年・石橋渉を企画の標的に定める。
みどりは動画撮影のため佳奈・海の指示に従い、石橋をデートに誘うなどして彼との距離を縮めていくが、石橋の優しく純粋な人柄が、彼を騙すみどりに罪悪感を感じさせていく。

## キャスト
上新井田みどり（かみあらいだ みどり）
演 - 吉川愛
「ポン・ポコ・ピー」のピー。
男運がなく、妻子持ちを隠した外資系コンサル社員や浮気性のアナウンサーと交際し、男性不信気味。
園木佳奈（そのき かな）
演 - 久保田紗友
「ポン・ポコ・ピー」のポコ。
貪欲で映像ヲタクな女子。動画配信で売れるためなら手段を選ばない。
池照海（いけてる かい）
演 - 井上祐貴
「ポン・ポコ・ピー」のポン。
自信家なお調子者。
石橋渉（いしばし わたる）
演 - 岡山天音
誰とも付き合ったことがない男。趣味で人形を使ったコマ撮りアニメを制作する電車好き、亀好きの青年。
カフェでバイトする様子がドジで挙動不審であったことから、「ポン・ポコ・ピー」の企画の標的にされる。

### その他
谷山
演 - 濱尾ノリタカ
みどりの交際相手。イケメンアナウンサー。ネットニュースで美人モデルとの交際報道が流れ、二股交際していたことを認め破局する。
しかしその後、石橋と一緒にいるみどりの前に現れ、他の交際女性とは別れたので復縁しようと迫る。
バスの運転手
演 - アナログタロウ
みどりが乗車する路線バスの運転手。みどりの人生の岐路にマッチする名前のバス停をアナウンスし、彼女に下車を促す。
シゲちゃん、シゲちゃんの彼女
演 - 大政凛、設楽もね
見栄えが冴えないため、「交際経験ゼロの男」を探していた「ポン・ポコ・ピー」の標的にされかけるが、後から彼女が駆けつける。
水族館のスタッフ
演 - 加藤才紀子
みどりと石橋がデートで訪れた水族館のスタッフ。亀は辛いときは甲羅に籠り、長い一生でくる幸せを探しているとふたりに教える。
愛し合ってますかおじさん
演 - 大水洋介
水族館でみどりと石橋を隠し撮りしていた佳奈と海に「愛し合ってますか?」と問いかけ、佳奈から「最高です!」の言葉を引き出す。
小学生
演 - 鈴木かつき、竹井榛希、鳴海竜明
「ポン・ポコ・ピー」の動画の視聴者。
通行人
演 - 羽鳥友子
「ポン・ポコ・ピー」のドッキリ動画で幽霊に扮装した海に驚かされるが、まったく動じず、変質者として警察に通報する。
みどりの父親
演 - 徳井優
酪農家。みどりの帰郷を待っている。
「ポン・ポコ・ピー」の動画の視聴者
演 - フワちゃん（友情出演）
バーのマスター
演 - 白仁裕介

## スタッフ
- 脚本 - 澤本嘉光[1]
- 監督 - 伊勢田世山[1]
- 音楽 - まつきあゆむ
- 音楽プロデューサー - 丸橋光太郎
- タイトルデザイン - スミ マミ
- コマ撮りアニメーション - 小長谷陸人
  - デザイナー - 藤田みさと
  - 原型師 - 三条獅子有忠、ナカシー
  - フィニッシャー - mana
- 主題歌 - LONGMAN「愛を信じたいんだ」（ソニー・ミュージックレーベルズ）[1]
- ゼネラルプロデューサー - 中川慎子（テレビ朝日）[1]
- プロデューサー - 秋山貴人（テレビ朝日）[1]、鳥居翼佐（ギークサイト）[1]
- 制作協力 - ギークサイト
- 制作著作 - テレビ朝日

## スピンオフドラマ
『やっぱそれ、よくないと思う。 大盛り。』（やっぱそれ、よくないとおもう おおもり）のタイトルで、動画配信サービス「TELASA」にて、本編放送終了後に配信された。
物語を別の側面から描く配信オリジナルバージョン。ドラマの裏側でみどりの身に実はこんなことが起きていた、という秘密のエピソードが展開される。